# Perméabilité magnétique
Ne doit pas être confondu avec Permittivité.
Pour les articles homonymes, voir Perméabilité.
 (août 2019).
Si vous disposez d'ouvrages ou d'articles de référence ou si vous connaissez des sites web de qualité traitant du thème abordé ici, merci de compléter l'article en donnant les références utiles à sa vérifiabilité et en les liant à la section « Notes et références ».
La perméabilité magnétique, en électrodynamique des milieux continus en régime linéaire, caractérise la faculté d'un matériau à modifier un champ magnétique {\displaystyle {\vec {B}}}, c’est-à-dire à modifier les lignes de flux magnétique. Cette valeur dépend ainsi du milieu dans lequel il est produit, où le champ magnétique varie linéairement avec l'excitation magnétique {\displaystyle {\vec {H}}}.
Inversement, en réponse à un champ magnétique {\displaystyle {\vec {B}}} de valeur imposée, le matériau répond par une excitation magnétique {\displaystyle {\vec {H}}} d'autant plus intense que la perméabilité magnétique est faible. Le principe de moindre action veut alors que les lignes de champ suivent préférentiellement les trajectoires passant par des zones de perméabilité magnétique forte.
La canalisation du champ magnétique dans un matériau qui est également conducteur est d'autant plus réduite que la fréquence de variation des champs, la perméabilité et la conductivité sont élevées, du fait des courants induits.

## Relation de constitution
Si un champ magnétique {\displaystyle {\vec {B}}} traverse un matériau « linéaire », il est relié au champ d'excitation magnétique {\displaystyle {\vec {H}}} par la relation dite « constitutive » :
{\displaystyle {\vec {B}}=\mu \,{\vec {H}}}
où µ est la perméabilité magnétique du matériau. La perméabilité magnétique se mesure en henrys par mètre (H·m−1 ou H/m).
Cette relation de constitution pratique n'est pas universelle. Y échappent notamment les cycles d'hystérèse, les phénomènes de saturation, les milieux biréfringents, les milieux chiraux et les milieux optiques non linéaires.
La perméabilité magnétique du matériau {\displaystyle \mu } s'exprime par le produit de la perméabilité du vide {\displaystyle \mu _{0}} (qui s'exprime également en H/m) et de la perméabilité relative du matériau {\displaystyle \mu _{\mathrm {r} }} (sans dimension) :
{\displaystyle \mu =\mu _{0}\,\mu _{\mathrm {r} }}
où
- {\displaystyle \mu _{0}} est une constante universelle, la constante magnétique (ou perméabilité magnétique du vide), qui vaut 4π × 10−7 H/m ;
- {\displaystyle \mu _{\mathrm {r} }} dépend du matériau.

Dans l'air, le vide, les gaz, le cuivre, l'aluminium, la terre et d'autres matériaux, {\displaystyle \mu _{\mathrm {r} }} est approximativement égal à 1, ces matériaux ne pouvant alors canaliser le champ magnétique.

## Perméabilité et type de magnétisme
On distingue les matériaux diamagnétiques (argent, cuivre, eau, or, plomb, zinc...), paramagnétiques (air, aluminium, magnésium, platine...) et ferromagnétiques (cobalt, fer, mu-métal, nickel...).

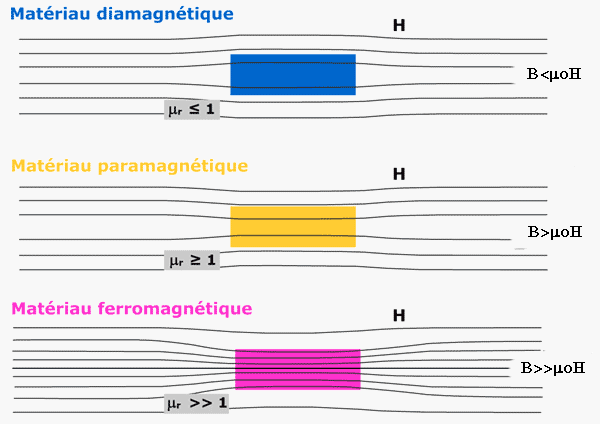

En général, les matériaux diamagnétiques et paramagnétiques présentent des valeurs de perméabilité relative proche de 1. La perméabilité absolue {\displaystyle \mu } des matériaux diamagnétiques et paramagnétiques est donc pratiquement égale à celle du vide, c'est-à-dire 4 π e−7 H/m.
La perméabilité des matériaux ferromagnétiques n'est pas constante mais dépend de l'excitation magnétique {\displaystyle {\vec {H}}}. Pour de faibles valeurs de {\displaystyle {\vec {H}}}, la valeur de {\displaystyle \mu _{r}} reste plutôt basse (on parle de seuil avant que le champ d'excitation H ne produise une induction B significative), mais elle croît avec la valeur de {\displaystyle {\vec {H}}} en passant par un maximum et peut ensuite redevenir unitaire au-delà d'un autre seuil en raison d'une saturation (on parle alors de « saturation magnétique »). C'est pourquoi nous indiquons des valeurs maximales de perméabilité relative dans le tableau ci-dessous.
| Matériaux ferromagnétiques | µr (valeur maximale) | Température de Curie en °C |
| -------------------------- | -------------------- | -------------------------- |
| Cobalt                     | 250                  | 1 130                      |
| Fer                        | 5 000                | 770                        |
| Mu-métal                   | 100 000              | 420                        |
| Nickel                     | 600                  | 358                        |

## Influence de la température
Les matériaux ferromagnétiques présentent une température caractéristique, la température de Curie Tc, au-dessus de laquelle ils perdent leur propriété ferromagnétique pour redevenir paramagnétiques. Le tableau précédent liste quelques valeurs.

## Remarque
Si {\displaystyle c} est la vitesse de la lumière (dans le vide) et {\displaystyle \varepsilon _{0}} est la permittivité (du vide), on a la relation  {\displaystyle c^{2}\varepsilon _{0}\mu _{0}=1}.